# Buethobius translucens
Buethobius translucens är en mångfotingart som beskrevs av Williams och Hefner 1928. Buethobius translucens ingår i släktet Buethobius och familjen fåögonkrypare. Inga underarter finns listade i Catalogue of Life.